# Адинамия
Адинами́я (др.-греч. ἀδυναμία — бессилие) — резкий упадок сил, мышечная слабость, сопровождающаяся значительным уменьшением или полным прекращением двигательной активности. Древняя медицина, которая, помимо прочих сил природы, предполагала существование особой жизненной силы, употребляла слово адинамия для обозначения именно недостатка и угасания этой жизненной силы.
Наблюдается при тяжёлых инфекционных заболеваниях, тяжёлых формах и средней тяжести лучевой болезни, при длительных истощающих болезнях, на поздних стадиях рака, при голодании и анорексии, невротических и депрессивных расстройствах. Другая причина адинамии — нарушения специфических биохимических и биофизических процессов, лежащих в основе сокращения мышечных волокон.
В зависимости от причины адинамия может быть полностью обратима без вмешательства извне (например, адинамия при резком мышечном утомлении) или требует специального лечения. При наличии далеко зашедших структурных изменений адинамия может стать необратимой.